# Maria Theurl
Maria Elisabeth Theurl (Lienz, 11 de agosto de 1966) es una deportista austríaca que compitió en esquí de fondo.
Ganó una medalla de bronce en el Campeonato Mundial de Esquí Nórdico de 1999, en la prueba de 15 km. Participó en dos Juegos Olímpicos de Invierno, en los años 1988 y 1998, ocupando el sexto lugar en Nagano 1998, en los 30 km.

## Palmarés internacional
| Campeonato Mundial | Campeonato Mundial | Campeonato Mundial | Campeonato Mundial |
| Año                | Lugar              | Medalla            | Prueba             |
| ------------------ | ------------------ | ------------------ | ------------------ |
| 1999               | Ramsau (Austria)   | Medalla de bronce  | 15 km              |